# Zilverkeelstekelstaart
De zilverkeelstekelstaart (Synallaxis subpudica) is een zangvogel uit de familie Furnariidae (ovenvogels).

## Verspreiding en leefgebied
Deze soort is endemisch in noordelijk Colombia.

## Status
De grootte van de populatie is niet gekwantificeerd maar de soort wordt omschreven als algemeen. Op de Rode lijst van de IUCN heeft deze soort de status niet bedreigd.